# Stephanie (filme)
Stephanie é um filme de terror americano de 2017, dirigido por Akiva Goldsman, do roteiro de Ben Collins e Luke Piotrowski. É estrelado por Frank Grillo, Anna Torv e Shree Cooks. O filme teve sua estreia mundial no Overlook Film Festival em 27 de abril de 2017. Foi lançado através de vídeo sob demanda em 17 de abril de 2018, pela Universal Pictures. No Brasil, foi lançado Blumhouse exclusivamente em Blu-ray pela 1Films.

## Enredo
Uma jovem garota chamada Stephanie (Shree Crooks) é abandonada por seus pais, sendo forçada a sobreviver comendo o que resta na casa e passando os dias conversando com seu urso de pelúcia. Quando seus pais retornam, eles descobrem que sombrias forças sobrenaturais estão em volta da filha.[carece de fontes?]

## Elenco
- Frank Grillo como homem/papai[2]
- Anna Torv como mulher/mãe[3]
- Shree Crooks como Stephanie
- Jonah Beres como Paul
- Lausaundra Gibson como repórter de TV
- Samantha Smith como doutora

## Produção
Deadline.com anunciou que Akiva Goldsman assinou contrato para dirigir o filme e que Blumhouse Productions, Gotham Group, Unbroken Pictures e Matt Kaplan da Chapter One Films produzirão. Jason Blum, da Blumhouse Productions, tem um contrato com a Universal para que o filme seja distribuído. O filme foi escrito por Ben Collins e Luke Piotrowski.

## Lançamento
O filme teve sua estreia mundial no Overlook Film Festival em 27 de abril de 2017. Foi lançado através de vídeo sob demanda em 17 de abril de 2018, antes de ser lançado em DVD em 1 de maio de 2018.

## Recepção
No agregador de críticas Rotten Tomatoes, que categoriza as opiniões apenas como positivas ou negativas, o filme tem um índice de aprovação de 33% calculado com base em 6 comentários dos críticos. Já Eric Kohn em sua crítica para o IndieWire avaliou o filme com um "B-" dizendo que "Stephanie não prova que Goldsman é um diretor de gênero magistral, mas tem dicas de alguém em formação."